# Na ścieżkach nauki
Na ścieżkach nauki („czarna seria”) – seria wydawnicza ukazująca się nieprzerwanie od kwietnia 1995 nakładem wydawnictwa Prószyński i S-ka SA, a od 2009 wydawnictwa Prószyński Media sp. z o.o. Obejmuje książki popularnonaukowe autorów zarówno zagranicznych jak i polskich, poświęcone m.in. zagadnieniom z dziedziny astronomii, biologii, czy fizyki oraz sylwetkom wybitnych uczonych.
W serii, nie licząc powtórzeń, ukazało się ponad 180 tytułów.

## Format i cechy charakterystyczne serii
Książki w ramach serii wydawane są w formacie zbliżonym do A5 (21 cm), z zastosowaniem oprawy klejonej miękkiej. Cechą charakterystyczną serii są czarne okładki (stąd określenie "czarna seria") oraz logo serii, umieszczone na każdej z książek u dołu pierwszej strony okładki, składające się z kwadratowego symbolu labiryntu (sygnet) i logotypu NA ŚCIEŻKACH NAUKI, wraz z umieszczonym poniżej imprintem wydawnictwa Prószyński i S-ka. Zastosowany wzór okładki zmieniał się nieznacznie z upływem czasu.

## Liczba pozycji wydawanych w ramach serii

### Liczba książek wydanych w serii w poszczególnych latach[c]
- 1995: 10
- 1996: 8
- 1997: 8
- 1998: 12
- 1999: 11
- 2000: 10
- 2001: 8
- 2002: 7
- 2003: 7
- 2004: 5
- 2005: 9
- 2006: 7
- 2007: 6
- 2008: 6
- 2009: 6
- 2010: 4
- 2011: 7
- 2012: 8
- 2013: 6
- 2014: 5
- 2015: 6
- 2016: 5
- 2017: 3
- 2018: 4
- 2019: 3
- 2020: 2
- 2021: 5
- 2022: 3
- 2023: 3
- 2024: 2

Liczba pozycji wydawanych w kolejnych latach – nie licząc powtórzeń – waha się od 2 do 12.

## Spis pozycji
| Lp.  | Tytuł | Tytuł oryginału | Autor                                                         | Przekład                                                                                               | Data wydania | Liczba stron | ISBN                   |
| ---- | --- | --- | ------------------------------------------------------------- | --- | ------------ | ------------ | ---------------------- |
| 1.   | Czarne dziury i Wszechświat                                                                                 | Black Holes and the Universe [Černye dyry i Vselennaâ]                                                                          | Igor Nowikow                                                  | Stanisław Bajtlik                                                                                      | 1995-09-19   | 237          | ISBN 83-86669-50-0     |
| 2.   | Ziemia i życie. Rozważania o ewolucji i ekologii                                                            | - | Marcin Ryszkiewicz                                            | - | 1995-04-25   | 286          | ISBN 83-86669-60-8     |
| 3.   | Prywatne życie Alberta Einsteina                                                                            | The Private Lives of Albert Einstein                                                                                            | Roger Highfield, Paul Carter                                  | Marek Krośniak                                                                                         | 1995-04-15   | 416          | ISBN 83-86669-55-1     |
| 4.   | Czy jest tam kto? Nauka w poszukiwaniu cywilizacji pozaziemskich                                            | Is Anyone out There? The Scientific Search for Extraterrestrial Intelligence                                                    | Frank Drake, Dava Sobel                                       | Elżbieta Bielicz, Marceli Krogulec                                                                     | 1995-06-13   | 320          | ISBN 83-86669-65-9     |
| 5.   | Podwójna helisa. Historia odkrycia struktury DNA                                                            | The Double Helix | James D. Watson                                               | Włodzimierz Zagórski                                                                                   | 1995-07-10   | 190          | ISBN 83-86669-47-0     |
| 6.   | Hiperprzestrzeń. Naukowa podróż przez wszechświaty równoległe, pętle czasowe i dziesiąty wymiar             | Hyperspace. A Scientific Odyssey throught Parallel Universes, Time warps and the Tenth Dimension                                | Michio Kaku                                                   | Ewa L. Łokas, Bogumił Bieniok                                                                          | 1995-07-08   | 452          | ISBN 83-86669-52-7     |
| 7.   | Przez dziurkę od klucza. 30 lat obserwacji szympansów nad potokiem Gombe                                    | Through a window. Thirty Years with the Chimpanzees of Gombe                                                                    | Jane Goodall                                                  | Jerzy Prószyński                                                                                       | 1995-09-15   | 292          | ISBN 83-86669-62-4     |
| 8.   | Prywatne życie Mikołaja Kopernika                                                                           | - | Jerzy Sikorski                                                | - | 1995-10-31   | 310          | ISBN 83-86669-34-9     |
| 9.   | Kres ewolucji. Dinozaury, wielkie wymierania i bioróżnorodność                                              | End of Evolution. Dinosaurs, Mass Extinction and Biodiversity                                                                   | Peter Ward                                                    | Karol Sabath, Marcin Ryszkiewicz                                                                       | 1995-11-20   | 359          | ISBN 83-86669-57-8     |
| 10.  | Pan Tompkins w Krainie Czarów                                                                               | Mr Tompkins in Paperback | George Gamow                                                  | Maria J. Hurwic (Maria Nowakowska-Hurwic), Barbara Wojtowicz-Natanson, Ludwik Natanson, Marek Krośniak | 1995-12-05   | 205          | ISBN 83-86669-39-X     |
| 11.  | Boska Cząstka. Jeśli Wszechświat jest odpowiedzią, jak brzmi pytanie?                                       | The God Particle. If the Universe Is the Answer, What Is the Question?                                                          | Leon Lederman, Dick Teresi                                    | Elżbieta Kołodziej-Józefowicz                                                                          | 1996-02-13   | 562          | ISBN 83-86868-10-4     |
| 12.  | Przygody matematyka                                                                                         | Adventures of a Mathematician                                                                                                   | Stanisław M. Ulam                                             | Agnieszka Górnicka                                                                                     | 1996-03-12   | 359          | ISBN 83-86868-25-2     |
| 13.  | Samolubny gen                                                                                               | The Selfish Gene | Richard Dawkins                                               | Marek Skoneczny                                                                                        | 1996-01-01   | 472          | ISBN 83-86868-15-5     |
| 14.  | π razy drzwi. Szkice o liczeniu, myśleniu i istnieniu                                                       | Pi in the Sky. Counting, Thinking and Being                                                                                     | John D. Barrow                                                | Katarzyna Lipszyc                                                                                      | 1996-07-25   | 438          | ISBN 83-86868-20-1     |
| 15.  | Od gwiezdnego pyłu do planet. Geologiczna podróż przez Układ Słoneczny                                      | Stardust to Planets. A Geological Tour of the Solar System                                                                      | Harry Y. McSween, Jr.                                         | Andrzej S. Pilski                                                                                      | 1996-09-09   | 287          | ISBN 83-86868-92-9     |
| 16.  | Płonący dom. Odkrywając tajemnice mózgu                                                                     | The Burning House. Unclocking the Mysteries of the Brain                                                                        | Jay Ingram                                                    | Barbara Chacińska-Abrahamowicz, Michał Abrahamowicz                                                    | 1996-09-17   | 326          | ISBN 83-86868-97-X     |
| 17.  | Fizyka podróży międzygwiezdnych. Wędrówka po świecie Star Trek                                              | The Physics of Star Trek | Lawrence M. Krauss                                            | Ewa L. Łokas, Bogumił Bieniok                                                                          | 1996-10-15   | 183          | ISBN 83-86868-73-2     |
| 18.  | Błękitna kropka. Człowiek i jego przyszłość w kosmosie                                                      | Pale Blue Dot. A Vision of the Human Future in Space                                                                            | Carl Sagan                                                    | Marek Krośniak                                                                                         | 1996-12-17   | 534          | ISBN 83-7180-024-X     |
| 19.  | Diamenty matematyki                                                                                         | - | Krzysztof Ciesielski, Zdzisław Pogoda                         | - | 1997-01-28   | 244          | ISBN 83-7180-145-9     |
| 20.  | Na tropie tajemnic Słońca                                                                                   | Der Stern, von dem wir Leben. Den Geheimnissen der Sonne auf der Spur                                                           | Rudolf Kippenhahn                                             | Paweł Rudawy                                                                                           | 1997-05-15   | 359          | ISBN 83-86868-01-5     |
| 21.  | Alchemia nieba. Opowieść o Drodze Mlecznej, gwiazdach i astronomach                                         | The Alchemy of the Heavens. Searching for Meaning in the Milky Way                                                              | Ken Croswell                                                  | Michał Jaroszyński, Michał Szymański                                                                   | 1997-06-30   | 454          | ISBN 83-7180-194-7     |
| 22.  | Zdumiewająca Hipoteza, czyli nauka w poszukiwaniu duszy                                                     | The Astonishing Hypothesis. The Scientific Search for the Soul.                                                                 | Francis Crick                                                 | Barbara Chacińska-Abrahamowicz, Michał Abrahamowicz                                                    | 1997-08-20   | 439          | ISBN 83-7180-091-6     |
| 23.  | Czas Marsa. Dlaczego i w jaki sposób musimy skolonizować Czerwoną Planetę                                   | The Case for Mars. The Plan to Settle the Red Planet and Why We Must                                                            | Robert Zubrin, Richard Wagner                                 | Leszek Kallas                                                                                          | 1997-09-11   | 419          | ISBN 83-7180-037-1     |
| 24.  | Granice złożoności. Poszukiwania porządku w chaotycznym świecie                                             | Frontiers of Complexity. The Search for Order in a Chaotic World                                                                | Peter Coveney, Roger Highfield                                | Piotr Amsterdamski                                                                                     | 1997-11-17   | 544          | ISBN 83-7180-083-5     |
| 25.  | Makroświat, mikroświat i ludzki umysł                                                                       | The Large, the Small and the Human Mind                                                                                         | Roger Penrose                                                 | Piotr Amsterdamski                                                                                     | 1997-11-16   | 181          | ISBN 83-7180-694-9     |
| 26.  | Życie Marii Curie                                                                                           | Marie Curie. A Life | Susan Quinn                                                   | Anna Soszyńska                                                                                         | 1997-12-15   | 643          | ISBN 83-7180-003-7     |
| 27.  | Zagadka neandertalczyka. W poszukiwaniu rodowodu współczesnego człowieka                                    | The Neandertal Enigma. Solving the Mystery of Modern Human Origins                                                              | James Shreeve                                                 | Karol Sabath                                                                                           | 1998-01-18   | 486          | ISBN 83-7180-075-4     |
| 28.  | Największa pomyłka Einsteina? Stała kosmologiczna i inne niewiadome w fizyce Wszechświata                   | Einstein's Greatest Blunder? The Cosmological Constant and Other Fudge Factors in the Physics of the Universe                   | Donald Goldsmith                                              | Bogumił Bieniok, Ewa L. Łokas                                                                          | 1998-02-06   | 205          | ISBN 83-7180-069-X     |
| 29.  | Portret Izaaka Newtona                                                                                      | A portrait of Isaac Newton | Frank E. Manuel                                               | Stefan Amsterdamski                                                                                    | 1998-03-23   | 489          | ISBN 83-7180-045-2     |
| 30.  | Krótka historia Ziemi. Góry, ssaki, ogień i lód                                                             | A Short History of Planet Earth. Mountains, Mammals, Fire, and Ice                                                              | J. D. Macdougall                                              | Maria Aleksandra Bitner, Andrzej Pisera                                                                | 1998-05-08   | 295          | ISBN 83-7180-077-0     |
| 31.  | Wielkie twierdzenie Fermata. Rozwiązanie zagadki starego matematycznego problemu                            | Fermat's Last Theorem. Unlocking the Secret of an Ancient Mathematical Problem                                                  | Amir D. Aczel                                                 | Paweł Strzelecki                                                                                       | 1998-05-06   | 143          | ISBN 83-7180-655-8     |
| 32.  | Rzeka czasu. Czarne dziury, białe dziury i podróże w czasie                                                 | The River of Time [Kuda techet reka vremeni?]                                                                                   | Igor Nowikow                                                  | Piotr Amsterdamski                                                                                     | 1998-06-03   | 269          | ISBN 83-7180-695-7     |
| 33.  | Darwin. Żywot uczonego                                                                                      | Darwin. A Life in Science | Michael White, John Gribbin                                   | Hanna Pawlikowska-Gannon                                                                               | 1998-07-01   | 344          | ISBN 83-7180-125-4     |
| 34.  | Galileusz                                                                                                   | Galileo. A Life | James Reston, Jr.                                             | Adam Szymanowski                                                                                       | 1998-07-31   | 396          | ISBN 83-7180-117-3     |
| 35.  | Sztuczny mózg. To już nie fantazje                                                                          | - | Andrzej Buller                                                | - | 1998-09-07   | 123          | ISBN 83-7180-948-4     |
| 36.  | Wspinaczka na szczyt nieprawdopodobieństwa                                                                  | Climbing Mount Improbable | Richard Dawkins                                               | Małgorzata Pawlicka-Yamazaki                                                                           | 1998-10-02   | 393          | ISBN 83-7180-323-0     |
| 37.  | Czarowny świat snu                                                                                          | The Enchanted World of Sleep | Peretz Lavie                                                  | Michał Skalski                                                                                         | 1998-10-28   | 314          | ISBN 83-7180-061-4     |
| 38.  | Genetyka kultury                                                                                            | - | Mariusz Biedrzycki                                            | - | 1998-11-04   | 253          | ISBN 83-7180-347-8     |
| 39.  | Inżynieria kwantowa                                                                                         | Quantum Technology | Gerard Milburn                                                | Jan A. Kozubowski                                                                                      | 1999-02-16   | 202          | ISBN 83-7180-671-X     |
| 40.  | Jak zbudować dinozaura, czyli nauka w Jurassic Park                                                         | The Science of Jurassic Park and the Lost World or, How to Build a Dinosaur                                                     | Rob DeSalle, David Lindley                                    | Marta Hoffman                                                                                          | 1999-03-08   | 197          | ISBN 83-7180-332-X     |
| 41.  | Przed początkiem. Nasz Wszechświat i inne wszechświaty                                                      | Before The Beginning. Our Universe and Others                                                                                   | Martin Rees                                                   | Ewa L. Łokas, Bogumił Bieniok                                                                          | 1999-08-23   | 328          | ISBN 83-7180-204-8     |
| 42.  | Wędrówki niebieskie, czyli Wszechświat nie tylko dla poetów                                                 | - | Jarosław Włodarczyk                                           | - | 1999-05-27   | 230          | ISBN 83-7180-212-9     |
| 43.  | Tajemnice kosmosu, czyli od latających talerzy do końca świata                                              | Beyond Star Trek. Physics from Alien Invasions to the End of Time                                                               | Lawrence M. Krauss                                            | Karol Pesz                                                                                             | 1999-07-19   | 205          | ISBN 83-7255-007-7     |
| 44.  | Szósta katastrofa. Historia życia a przyszłość ludzkości                                                    | The Sixth Extinction. Patterns of Life and the Future of Humankind                                                              | Richard Leakey, Roger Lewin                                   | Jerzy Prószyński                                                                                       | 1999-06-30   | 312          | ISBN 83-7180-812-7     |
| 45.  | Wymarzone jezioro Darwina. Dramat w Jeziorze Wiktorii                                                       | Darwin’s dreampond. Drama in Lake Victoria [Darwin’s hofvijver. Een drama in het Victoriameer]                                  | Tijs Goldschmidt                                              | Monika Betley                                                                                          | 1999-08-20   | 314          | ISBN 83-7255-002-6     |
| 46.  | Poprawka z natury. Biologia, kultura, seks                                                                  | - | Krzysztof Szymborski                                          | - | 1999-11-15   | 339          | ISBN 83-7255-023-9     |
| 47.  | Afrykański exodus. Pochodzenie człowieka współczesnego                                                      | African Exodus. The Origins of Modern Humanity                                                                                  | Christopher Stringer, Robin McKie                             | Andrzej Jacek Tomaszewski                                                                              | 1999-10-29   | 328          | ISBN 83-7180-387-7     |
| 48.  | Czarne dziury, czyli uwięzione światło                                                                      | Prisons of Light – Black Holes                                                                                                  | Kitty Ferguson                                                | Ewa L. Łokas, Bogumił Bieniok                                                                          | 1999-11-16   | 231          | ISBN 83-7255-067-0     |
| 49.  | Dinozaury i krater śmierci                                                                                  | T. rex and the Crater of Doom                                                                                                   | Walter Alvarez                                                | Norbert Ryszczuk                                                                                       | 1999-12-09   | 192          | ISBN 83-7180-340-0     |
| 50.  | Wizje, czyli jak nauka zmieni świat w XXI wieku                                                             | Visions. How Science Will Revolutionize the 21st Century                                                                        | Michio Kaku                                                   | Karol Pesz                                                                                             | 2000-01-19   | 553          | ISBN 83-7255-049-2     |
| 51.  | Tajemne przekazy. Szyfry, Enigma i karty chipowe                                                            | Verschlüsselte Botschaften. Gehheimschrift, Enigma und Chipkarte                                                                | Rudolf Kippenhahn                                             | Adam Sumera                                                                                            | 2000-04-03   | 336          | ISBN 83-7255-073-5     |
| 52.  | Klon. Dolly była pierwsza                                                                                   | Clon. The Road to Dolly and the Path Ahead                                                                                      | Gina Kolata                                                   | Magdalena Kawalec                                                                                      | 2000-01-01   | 275          | ISBN 83-7255-106-5     |
| 53.  | W poszukiwaniu życia na Marsie                                                                              | The Hunt for Life on Mars | Donald Goldsmith                                              | Krzysztof Belczyński                                                                                   | 2000-06-01   | 208          | ISBN 83-7255-081-6     |
| 54.  | Dziesięć największych odkryć w medycynie                                                                    | Medicine's 10 Greatest Discoveries                                                                                              | Meyer Friedman, Gerald W. Friedland                           | Stanisław Dubiski                                                                                      | 2000-07-18   | 299          | ISBN 83-7255-091-3     |
| 55.  | Mózg i płeć. O biologicznych różnicach między kobietami a mężczyznami                                       | Sex on the Brain. The Biological Differences Between Men and Women                                                              | Deborah Blum                                                  | Elżbieta Kołodziej-Józefowicz                                                                          | 2000-08-29   | 371          | ISBN 83-7255-121-9     |
| 56.  | Strzelby, zarazki, maszyny. Losy ludzkich społeczeństw                                                      | Guns, Germs, and Steel. The Fates of Human Societies                                                                            | Jared Diamond                                                 | Marek Konarzewski                                                                                      | 2000-09-20   | 544          | ISBN 83-7255-115-4     |
| 57.  | Z powrotem na Ziemię. Spór o pochodzenie cywilizacji ludzkich                                               | - | Pod redakcją Andrzeja Kajetana Wróblewskiego (praca zbiorowa) | - | 2000-10-09   | 600          | ISBN 83-7180-868-2     |
| 58.  | Femme fatale. Trzy opowieści o królowej nauk                                                                | - | Witold Sadowski                                               | - | 2000-11-16   | 165          | ISBN 83-7255-139-1     |
| 59.  | Wszechświat inflacyjny. W poszukiwaniu nowej teorii pochodzenia kosmosu                                     | The Inflationary Universe. The Quest for a New Theory of Cosmic Origins                                                         | Alan H. Guth                                                  | Ewa L. Łokas, Bogumił Bieniok                                                                          | 2000-12-29   | 427          | ISBN 83-7255-152-9     |
| 60.  | Nanotechnologia. Narodziny nowej nauki, czyli świat cząsteczka po cząsteczce                                | Nano. The Emerging Science of Nanotechnology: Remaking the World – Molecule by Molecule                                         | Ed Regis                                                      | Mirosław Prywata                                                                                       | 2001-02-05   | 344          | ISBN 83-7255-027-1     |
| 61.  | Piękno wszechświata. Superstruny, ukryte wymiary i poszukiwania teorii ostatecznej                          | The Elegant Universe. Superstrings, Hidden Dimensions, and the Quest for the Ultimate Theory                                    | Brian Greene                                                  | Ewa L. Łokas, Bogumił Bieniok                                                                          | 2001-02-28   | 428          | ISBN 83-7255-178-2     |
| 62.  | Mój dom kędy wieją wiatry. Stronice z życia kosmologa                                                       | Home is Where the Wind Blows. Chapters from a Cosmologist's Life                                                                | Fred Hoyle                                                    | Marek Krośniak                                                                                         | 2001-01-01   | 478          | ISBN 83-7255-177-4     |
| 63.  | Rozplatanie tęczy. Nauka, złudzenia i apetyt na cuda                                                        | Unweaving the Rainbow. Science, Delusion and the Appetite for Wonder                                                            | Richard Dawkins                                               | Monika Betley                                                                                          | 2001-05-14   | 315          | ISBN 83-7255-146-4     |
| 64.  | Miliardy, miliardy. Rozmyślania o życiu i śmierci u schyłku tysiąclecia                                     | Billions and Billions. Thoughts on Life and Death at the Brink of the Millennium                                                | Carl Sagan                                                    | Karolina Bober                                                                                         | 2001-06-11   | 230          | ISBN 83-7255-144-8     |
| 65.  | Geny i życie. Niepokoje współczesnego biologa                                                               | - | Andrzej Jerzmanowski                                          | - | 2001-10-03   | 205          | ISBN 83-7255-046-8     |
| 66.  | Kosmologia kwantowa                                                                                         | - | Michał Heller                                                 | - | 2001-10-03   | 153          | ISBN 83-7255-054-9     |
| 67.  | Zegar życia. Dlaczego się starzejemy? Czy można cofnąć czas?                                                | The Clock of Ages. Why We Age. How We Age. Winding Back the Clock                                                               | John J. Medina                                                | Wojciech Jegliński                                                                                     | 2001-11-14   | 328          | ISBN 83-7255-055-7     |
| 68.  | Obserwatorzy nieba, szamani i królowie. Astronomia i archeologia mocy                                       | Skywatchers, Shamans & Kings. Astronomy and the Archaeology of Power                                                            | Edwin C. Krupp                                                | Robert M. Sadowski                                                                                     | 2002-01-14   | 440          | ISBN 83-7255-039-5     |
| 69.  | Czas. Niedokończona rewolucja Einsteina                                                                     | About Time. Einstein's Unfinished Revolution                                                                                    | Paul Davies                                                   | Leszek Kallas                                                                                          | 2002-04-03   | 333          | ISBN 83-7255-070-0     |
| 70.  | Raj poprawiony. Nowy wspaniały świat?                                                                       | Remaking Eden. Cloning and Beyond in a Brave New World                                                                          | Lee M. Silver                                                 | Stanisław Dubiski                                                                                      | 2002-05-13   | 319          | ISBN 83-7255-101-4     |
| 71.  | Wirusy, plagi i dzieje ludzkości                                                                            | Viruses, Plagues and History | Michael B.A. Oldstone                                         | Stanisław Dubiski                                                                                      | 2002-06-19   | 236          | ISBN 83-7255-111-1     |
| 72.  | Łowcy planet. W poszukiwaniu nieznanych światów                                                             | Planet quest. The Epic Discovery of Alien Solar Systems                                                                         | Ken Croswell                                                  | Michał Szymański                                                                                       | 2002-08-05   | 292          | ISBN 83-7255-109-X     |
| 73.  | Początek jest wszędzie. Nowa hipoteza pochodzenia Wszechświat                                               | - | Michał Heller                                                 | - | 2002-10-24   | 198          | ISBN 83-7255-127-8     |
| 74.  | Tajemnica epoki lodowcowej. Dlaczego wymarły mamuty i inne wielkie ssaki przeszłości                        | The Call of Distant Mammoths. Why the Ice Age Mammals Disappeared                                                               | Peter D. Ward                                                 | Jakub Szacki                                                                                           | 2002-11-04   | 229          | ISBN 83-7255-118-9     |
| 75.  | Medycyna przyszłości. Telemedycyna, cyberchirurgia i nasze szanse na nieśmiertelność                        | 21st-century Miracle Medicine. RoboSurgery, Wonder Cures and the Quest for Immortality                                          | Alexandra Wyke                                                | Ewa Lipińska                                                                                           | 2003-02-27   | 232          | ISBN 83-7255-143-X     |
| 76.  | Światło z przeszłości. Dzieje kosmologii współczesnej                                                       | Ancient Light. Our Changing View of the Universe                                                                                | Alan Lightman                                                 | Bogumił Bieniok, Ewa L. Łokas                                                                          | 2003-04-24   | 182          | ISBN 83-7255-149-9     |
| 77.  | Wytwory rzeczywistości. Ewolucja umysłu ciekawego                                                           | Figments of Reality. The Evolution of the Curious Mind                                                                          | Ian Stewart, Jack Cohen                                       | Wanda Stępińska-Rudzka                                                                                 | 2003-06-30   | 367          | ISBN 83-7255-156-1     |
| 78.  | Życie na krawędzi. Rozwój cywilizacji i zagłada gatunków                                                    | Life in the Balance. Humanity and the Biodiversity Crisis                                                                       | Niles Eldredge                                                | Jakub Szacki                                                                                           | 2003-06-30   | 224          | ISBN 83-7255-159-6     |
| 79.  | Mała księga Wielkiego Wybuchu albo kosmiczny elementarz                                                     | The Little Book of the Big Bang. A Cosmic Primer                                                                                | Craig J. Hogan                                                | Piotr Amsterdamski                                                                                     | 2003-07-17   | 143          | ISBN 83-7255-164-2     |
| 80.  | Sekretne życie roślin                                                                                       | Reaching for the Sun. How Plants Work                                                                                           | John King                                                     | Ewa Kołodziejak-Nieckuła                                                                               | 2003-09-30   | 247          | ISBN 83-7255-172-3     |
| 81.  | Narodziny cywilizacji kosmicznej                                                                            | Entering Space. Creating a Spacefaring Civilization                                                                             | Robert Zubrin                                                 | Piotr Moskal, Marek Zawisza                                                                            | 2003-11-27   | 376          | ISBN 83-7255-181-2     |
| 82.  | Moralne zwierzę. Dlaczego jesteśmy tacy, a nie inni: Psychologia ewolucyjna a życie codzienne               | The Moral Animal. Evolutionary Psychology and Everyday Life                                                                     | Robert Wright                                                 | Hanna Jankowska                                                                                        | 2004-03-24   | 421          | ISBN 83-7337-634-8     |
| 83.  | Czarne dziury i krzywizny czasu. Zdumiewające dziedzictwo Einsteina                                         | Black Holes and Time Warps. Einstein's Outrageous Legacy                                                                        | Kip S. Thorne                                                 | Danuta Czyżewska                                                                                       | 2004-08-16   | 616          | ISBN 83-7337-769-7     |
| 84.  | Ostatnie rozrywki. Hydry, jajka i inne mistyfikacje matematyczne                                            | The Last Recreations. Hydras, Eggs, and Other Mathematical Mistyfications                                                       | Martin Gardner                                                | Paweł Strzelecki                                                                                       | 2004-09-15   | 331          | ISBN 83-7337-823-5     |
| 85.  | Na barkach gigantów. Wielcy badacze i ich odkrycia od Archimedesa do DNA                                    | On Giants' Shoulders. Great Scientists and Their Discoveries from Archimedes to DNA                                             | Melvyn Bragg, Ruth Gardiner                                   | Jerzy Kuryłowicz                                                                                       | 2004-10-07   | 235          | ISBN 83-7337-854-5     |
| 86.  | Życie w innych światach. Dwudziestowieczna debata nad życiem pozaziemskim                                   | Life in Other Worlds. The 20th-Century Extraterrestrial Life Debate                                                             | Steven J. Dick                                                | Danuta Czyżewska                                                                                       | 2004-11-15   | 356          | ISBN 83-7337-877-4     |
| 87.  | Tlen. Cząsteczka, która stworzyła świat                                                                     | Oxygen. The Molecule that Made the World                                                                                        | Nick Lane                                                     | Joanna Gliwicz                                                                                         | 2005-01-24   | 382          | ISBN 83-7337-936-3     |
| 88.  | Bezmiar matematycznej wyobraźni                                                                             | - | Krzysztof Ciesielski, Zdzisław Pogoda                         | - | 2005-02-15   | 271          | ISBN 83-7337-932-0     |
| 89.  | Kres możliwości? Granice poznania i poznanie granic                                                         | Impossibility. The Limits of Science and Science of Limits                                                                      | John D. Barrow                                                | Hanna Turczyn-Zalewska                                                                                 | 2005-04-05   | 312          | ISBN 83-7337-910-X     |
| 90.  | Na skróty przez czas. Czy nadchodzi era komputerów kwantowych?                                              | A Shortcut through Time. The Path to the Quantum Computer                                                                       | George Johnson                                                | Krzysztof Masłowski                                                                                    | 2005-04-26   | 171          | ISBN 83-7337-967-3     |
| 91.  | Nonzero. Logika ludzkiego przeznaczenia                                                                     | Nonzero. The Logic of Human Destiny                                                                                             | Robert Wright                                                 | Zofia Łomnicka                                                                                         | 2005-05-12   | 411          | ISBN 83-7469-028-3     |
| 92.  | Darwin wśród maszyn. Rzecz o ewolucji inteligencji                                                          | Darwin Among The Machines. The Evolution Of Global Intelligence                                                                 | George B. Dyson                                               | Robert Piotrowski                                                                                      | 2005-06-23   | 285          | ISBN 83-7469-043-7     |
| 93.  | Załamanie chaosu. Odkrywanie prostoty w złożonym świecie                                                    | The Collapse of Chaos. Discovering Simplicity in a Complex World                                                                | Jack Cohen, Ian Stewart                                       | Michał Tempczyk                                                                                        | 2005-10-20   | 442          | ISBN 83-7469-132-8     |
| 94.  | Kwintet z Cambridge. Owoc naukowej wyobraźni                                                                | The Cambridge Quintet. A Work of Scientific Speculation                                                                         | John L. Casti                                                 | Bolesław Orłowski                                                                                      | 2005-10-18   | 125          | ISBN 83-7469-066-6     |
| 95.  | Struktura kosmosu. Przestrzeń, czas i struktura rzeczywistości                                              | The Fabric of the Cosmos. Space, Time, and the Texture of Reality                                                               | Brian Greene                                                  | Ewa L. Łokas, Bogumił Bieniok                                                                          | 2005-11-24   | 543          | ISBN 83-7469-191-3     |
| 96.  | Objaśnianie Wszechświata. Fizyka w XXI wieku                                                                | Explaining the Universe. The New Age of Physics                                                                                 | John M. Charap                                                | Piotr Rączka                                                                                           | 2006-01-12   | 208          | ISBN 83-7469-245-6     |
| 97.  | Supersymetria. Supersymetryczne cząstki i odkrywanie podstawowych praw przyrody                             | Supersymmetry. Squark, Photinos and the Unveiling of the Ultimate Laws of Nature                                                | Gordon Kane                                                   | Agnieszka Krzysztoń, Tomasz Krzysztoń                                                                  | 2006-03-16   | 196          | ISBN 83-7469-279-0     |
| 98.  | Ślepi obserwatorzy nieba. Ludzie, których idee ukształtowały nasz obraz Wszechświata                        | Blind Watchers of the Sky. The People and Ideas that Shaped Our View of the Universe                                            | Rocky Kolb                                                    | Piotr Amsterdamski                                                                                     | 2006-05-18   | 311          | ISBN 83-7469-291-X     |
| 99.  | Czas, miłość, pamięć. Wielki biolog i jego poszukiwanie genezy zachowań                                     | Time, Love, Memory. A Great Biologist and His Quest for the Origins of Behavior                                                 | Jonathan Weiner                                               | Zofia Łomnicka                                                                                         | 2006-06-20   | 283          | ISBN 83-7469-344-4     |
| 100. | Ewolucja i zagłada. Wielkie wymierania i ich przyczyny                                                      | Catastrophes and Lesser Calmities. The Causes of Mass Extinctions                                                               | Tony Hallam                                                   | Marcin Ryszkiewicz                                                                                     | 2006-07-25   | 199          | ISBN 83-7469-339-8     |
| 101. | Struktura rzeczywistości                                                                                    | The Fabric of Reality | David Deutsch                                                 | Jerzy Kowalski-Glikman                                                                                 | 2006-11-14   | 317          | ISBN 83-7469-412-2     |
| 102. | Wszechświaty równoległe. Powstanie Wszechświata, wyższe wymiary i przyszłość kosmosu                        | Parallel Worlds. A Jurney through Creation, Higher Dimensions, and the Future of the Cosmos                                     | Michio Kaku                                                   | Ewa L. Łokas, Bogumił Bieniok                                                                          | 2006-12-05   | 383          | ISBN 83-7469-410-6     |
| 103. | W poszukiwaniu harmonii. Wariacje na tematy z fizyki współczesnej                                           | Longing for the Harmonies. Themes and Variations from Modern Physics                                                            | Frank Wilczek, Betsy Devine                                   | Ewa L. Łokas, Bogumił Bieniok                                                                          | 2007-05-24   | 348          | ISBN 978-83-7469-491-9 |
| 104. | Wielki początek. 14 miliardów lat kosmicznej ewolucji                                                       | Origins. Fourteen Billion Years of Cosmic Evolution                                                                             | Neil deGrasse Tyson, Donald Goldsmith                         | Piotr Rączka                                                                                           | 2007-06-26   | 254          | ISBN 978-83-7469-485-8 |
| 105. | Pojmowalny Wszechświat                                                                                      | A Comprehensible Universe. A Natural History of Knowing in Science                                                              | George V. Coyne, Michał Heller                                | Robert M. Sadowski                                                                                     | 2007-08-21   | 134          | ISBN 978-83-7469-557-2 |
| 106. | Wahadło. Léon Foucault i tryumf nauki                                                                       | Pendulum. Léon Foucault and the Triumph of Science                                                                              | Amir D. Aczel                                                 | Danuta Czyżewska                                                                                       | 2007-09-20   | 181          | ISBN 978-83-7469-549-7 |
| 107. | Opętani nauką. Na tropie zagadki nowotworów                                                                 | Natural Obsessions. Striving to Unlock the Deepest Secrets of the Cancer Cell                                                   | Natalie Angier                                                | Agnieszka Kloch, Justyna Kubacka                                                                       | 2007-10-23   | 385          | ISBN 978-83-7469-588-6 |
| 108. | Przekleństwo Adama. Przyszłość bez mężczyzn                                                                 | Adam’s Curse. A Future without Men.                                                                                             | Bryan Sykes                                                   | Zofia Łomnicka                                                                                         | 2007-11-30   | 243          | ISBN 978-83-7469-633-3 |
| 109. | Zamarznięta ziemia. Historia dawnych i przyszłych epok lodowcowych                                          | Frozen Earth. The Once and Future Story of Ice Ages                                                                             | Doug Macdougall                                               | Zofia Łomnicka                                                                                         | 2008-01-22   | 213          | ISBN 978-83-7469-657-9 |
| 110. | Księga nieskończoności. Krótki przewodnik po tym, co nieograniczone, ponadczasowe i bez końca               | The Infinite Book. A Short Guide to the Boundless, Timeless and Endless                                                         | John D. Barrow                                                | Tomasz Krzysztoń                                                                                       | 2008-04-17   | 249          | ISBN 978-83-7469-717-0 |
| 111. | W poszukiwaniu życia. Badania Układu Słonecznego                                                            | Looking for Life. Searching the Solar System                                                                                    | Paul Clancy, André Brack, Gerda Horneck                       | Urszula Seweryńska, Mariusz Seweryński                                                                 | 2008-05-27   | 341          | ISBN 978-83-7469-772-9 |
| 112. | Kłopoty z fizyką. Powstanie i rozkwit teorii strun, upadek nauki i co dalej                                 | The Trouble with Physics. The Rise of String Theory, the Fall of a Science and What Comes Next                                  | Lee Smolin                                                    | Jerzy Kowalski-Glikman                                                                                 | 2008-09-09   | 365          | ISBN 978-83-7469-835-1 |
| 113. | Kanon. Wyprawa galopem przez piękne podstawy nauki                                                          | The Canon. A Whirligig Tour of the Beautiful Basics of Science                                                                  | Natalie Angier                                                | Monika Betley, Paweł Strzelecki                                                                        | 2008-11-25   | 296          | ISBN 978-83-7469-895-5 |
| 114. | Kosmiczna wygrana. Dlaczego Wszechświat sprzyja życiu?                                                      | Cosmic Jackpot. Why Our Universe Is Just Right for Life                                                                         | Paul Davies                                                   | Bogumił Bieniok, Ewa L. Łokas                                                                          | 2008-12-02   | 303          | ISBN 978-83-7469-904-4 |
| 115. | Zagadki z przeszłości. O pierwszych etapach ewolucji człowieka                                              | - | Agnieszka Herman                                              | - | 2009-01-22   | 142          | ISBN 978-83-89325-23-5 |
| 116. | Nasza wewnętrzna menażeria. Podróż w głąb 3,5 miliarda lat naszych dziejów                                  | Your Inner Fish. A Journey into the 3.5-Billion-Year History of the Human Body                                                  | Neil Shubin                                                   | Marcin Ryszkiewicz                                                                                     | 2009-04-07   | 192          | ISBN 978-83-7648-098-5 |
| 117. | Nieskończony Wszechświat. Poza teorię Wielkiego Wybuchu                                                     | Endless Universe | Paul J. Steinhardt, Neil Turok                                | Tomasz Krzysztoń                                                                                       | 2009-06-02   | 248          | ISBN 978-83-7648-158-6 |
| 118. | Podziw i zdumienie w matematyce i fizyce                                                                    | - | Marian Grabowski                                              | - | 2009-09-24   | 296          | ISBN 978-83-7648-238-5 |
| 119. | Matematyka niepewności. Jak przypadki wpływają na nasz los                                                  | The Drunkard's Walk. How Randomness Rules Our Lives                                                                             | Leonard Mlodinow                                              | Paweł Strzelecki                                                                                       | 2009-10-15   | 260          | ISBN 978-83-7648-254-5 |
| 120. | Ewolucja jest faktem                                                                                        | Why Evolution Is True | Jerry A. Coyne                                                | Marcin Ryszkiewicz, Wiesław Studencki                                                                  | 2009-11-19   | 304          | ISBN 978-83-7648-272-9 |
| 121. | Hipoteza Medei. Czy życie na Ziemi zmierza do samounicestwienia?                                            | The Medea Hypothesis. Is Life on Earth Ultimately Self-Destructive?                                                             | Peter Ward                                                    | Monika Betley                                                                                          | 2010-04-13   | 199          | ISBN 978-83-7648-378-8 |
| 122. | Kwantowa granica. Wielki Zderzacz Hadronów                                                                  | The Quantum Frontier. The Large Hadron Collider                                                                                 | Don Lincoln                                                   | Bogumił Bieniok, Ewa L. Łokas                                                                          | 2010-05-25   | 240          | ISBN 978-83-7648-398-6 |
| 123. | Ewolucja Boga                                                                                               | The Evolution of God | Robert Wright                                                 | Zofia Łomnicka                                                                                         | 2010-09-15   | 528          | ISBN 978-83-7648-471-6 |
| 124. | Teleskop Einsteina. W poszukiwaniu ciemnej materii i ciemnej energii we Wszechświecie                       | Einstein’s Telescope. The Hunt for Dark Matter and Dark Energy in the Universe                                                  | Evalyn Gates                                                  | Tomasz Krzysztoń                                                                                       | 2010-11-03   | 287          | ISBN 978-83-7648-505-8 |
| 125. | Lekkość bytu. Masa, eter i unifikacja sił                                                                   | The Lightness of Being. Mass, Ether, and the Unification of Forces                                                              | Frank Wilczek                                                 | Bogumił Bieniok, Ewa L. Łokas                                                                          | 2011-01-13   | 288          | ISBN 978-83-7648-536-2 |
| 126. | Drugi mózg. Rewolucja w nauce i medycynie                                                                   | The Other Brain. From Dementia to Schizophrenia, How New Discoveries about the Brain Are Revolutionizing Medicine and Science   | R. Douglas Fields                                             | Katarzyna Dzięcioł                                                                                     | 2011-03-15   | 415          | ISBN 978-83-7648-649-9 |
| 127. | Ukryte wymiary Wszechświata                                                                                 | Warped Passages. Unraveling the Mysteries of the Universe’s Hidden Dimensions                                                   | Lisa Randall                                                  | Bogumił Bieniok, Ewa L. Łokas                                                                          | 2011-04-19   | 573          | ISBN 978-83-7648-684-0 |
| 128. | Stąd do wieczności i z powrotem. Poszukiwanie ostatecznej teorii czasu                                      | From Eternity to Here. The Quest for the Ultimate Theory of Time                                                                | Sean Carroll                                                  | Tomasz Krzysztoń                                                                                       | 2011-06-02   | 567          | ISBN 978-83-7648-731-1 |
| 129. | Kosmiczny krajobraz. Dalej niż teoria strun                                                                 | The Cosmic Landscape. String Theory and the Illusion of Intelligent Design                                                      | Leonard Susskind                                              | Urszula Seweryńska, Mariusz Seweryński                                                                 | 2011-08-23   | 520          | ISBN 978-83-7648-852-3 |
| 130. | Życie mózgu. Ewolucja człowieka i umysłu                                                                    | The Lives of the Brain. Human Evolution and the Organ of Mind                                                                   | John S. Allen                                                 | Katarzyna Dzięcioł                                                                                     | 2011-10-25   | 470          | ISBN 978-83-7648-955-1 |
| 131. | Ciemna strona Wszechświata. W poszukiwaniu brakujących składników rzeczywistości                            | The 4 Percent Universe. Dark Matter, Dark Energy, and the Race to Discover the Rest of Reality                                  | Richard Panek                                                 | Bogumił Bieniok, Ewa L. Łokas                                                                          | 2011-11-22   | 392          | ISBN 978-83-7648-990-2 |
| 132. | Dlaczego prawda jest piękna. O symetrii w matematyce i fizyce                                               | Why Beauty Is Truth. A History of Symmetry                                                                                      | Ian Stewart                                                   | Tomasz Krzysztoń                                                                                       | 2012-02-23   | 368          | ISBN 978-83-7839-049-7 |
| 133. | Przestrzeń czasu zerowego. Tunelowanie kwantowe i prędkości nadświetlne                                     | Zero Time Space. How Quantum Tunneling Broke the Light Speed Barrier [Tunneleffekt – Raume Ohne Zeit. Vom Urknall Zum Wurmloch] | Günter Nimtz, Astrid Haibel                                   | Bogumił Bieniok, Ewa L. Łokas                                                                          | 2012-03-15   | 160          | ISBN 978-83-7839-084-8 |
| 134. | Stąd do nieskończoności. Przewodnik po krainie dzisiejszej matematyki                                       | From Here to Infinity. A Guide to Today’s Mathematics [The Problems of Mathematics]                                             | Ian Stewart                                                   | Jacek Bańkowski                                                                                        | 2012-04-26   | 375          | ISBN 978-83-7839-120-3 |
| 135. | Księga wszechświatów                                                                                        | The Book of Universes | John D. Barrow                                                | Marek Krośniak                                                                                         | 2012-06-19   | 422          | ISBN 978-83-7839-202-6 |
| 136. | Geometria teorii strun. Ukryte wymiary przestrzeni                                                          | The Shape of Inner Space. String Theory and the Geometry of the Universe's Hidden Dimensions                                    | Shing-Tung Yau, Steve Nadis                                   | Bogumił Bieniok, Ewa L. Łokas                                                                          | 2012-08-21   | 500          | ISBN 978-83-7839-266-8 |
| 137. | Ile lat ma Wszechświat. Wielkie pytanie i wielka podróż ku odpowiedzi                                       | How Old Is the Universe? | David A. Weintraub                                            | Magda Siuda                                                                                            | 2012-09-06   | 408          | ISBN 978-83-7839-285-9 |
| 138. | Ukryta rzeczywistość. W poszukiwaniu wszechświatów równoległych                                             | The Hidden Reality. Parallel Universes and the Deep Laws of the Cosmos                                                          | Brian Greene                                                  | Tomasz Krzysztoń                                                                                       | 2012-10-25   | 484          | ISBN 978-83-7839-380-1 |
| 139. | Peter Higgs. Poszukiwania boskiej cząstki                                                                   | Massive. The Hunt for the God Particle                                                                                          | Ian Sample                                                    | Bogumił Bieniok, Ewa L. Łokas                                                                          | 2012-11-13   | 367          | ISBN 978-83-7839-392-4 |
| 140. | Pukając do nieba bram. Jak fizyka pomaga zrozumieć Wszechświat                                              | Knocking on Heaven’s Door. How Physics and Scientific Thinking Illuminate the Universe and the Modern World                     | Lisa Randall                                                  | Bogumił Bieniok, Ewa L. Łokas                                                                          | 2013-01-08   | 598          | ISBN 978-83-7839-408-2 |
| 141. | Milczenie gwiazd. Poszukiwania pozaziemskiej inteligencji                                                   | The Eerie Silence. Renewing Our Search for Alien Intelligence                                                                   | Paul Davies                                                   | Urszula Seweryńska, Mariusz Seweryński                                                                 | 2013-02-26   | 327          | ISBN 978-83-7839-457-0 |
| 142. | Zrozumieć niepojęte. Fizyka kwantowa i rzeczywistość                                                        | Quantum Physics for Poets | Leon Lederman, Christopher T. Hill                            | Urszula Seweryńska, Mariusz Seweryński                                                                 | 2013-04-11   | 421          | ISBN 978-83-7839-491-4 |
| 143. | Zagadka nieskończoności. Kwantowa teoria pola na tropach porządku Wszechświata                              | The Infinity Puzzle. Quantum Field Theory and the Hunt for an Orderly Universe                                                  | Frank Close                                                   | Marek Krośniak                                                                                         | 2013-06-25   | 516          | ISBN 978-83-7839-527-0 |
| 144. | Pożegnanie z Afryką. Jak człowiek zaludnił świat                                                            | Out of Eden. The Peopling of the World                                                                                          | Stephen Oppenheimer                                           | Krzysztof Masłowski                                                                                    | 2013-08-13   | 476          | ISBN 978-83-7839-572-0 |
| 145. | Zagadka teorii kwantów. Zmagania fizyki ze świadomością                                                     | Quantum Enigma. Physics Encounters Consciousness                                                                                | Bruce Rosenblum, Fred Kuttner                                 | Tomasz Krzysztoń                                                                                       | 2013-11-19   | 343          | ISBN 978-83-7839-652-9 |
| 146. | Wszechświat z niczego. Dlaczego istnieje raczej coś niż nic                                                 | A Universe from Nothing. Why There Is Something Rather Than Nothing                                                             | Lawrence M. Krauss                                            | Tomasz Krzysztoń                                                                                       | 2014-03-06   | 216          | ISBN 978-83-7839-729-8 |
| 147. | Higgs. Odkrycie boskiej cząstki                                                                             | Higgs. The Invention and Discovery of the ‘God Particle’                                                                        | Jim Baggott                                                   | Bogumił Bieniok, Ewa L. Łokas                                                                          | 2014-05-13   | 272          | ISBN 978-83-7839-766-3 |
| 148. | Silniki grawitacji. Jak czarne dziury rządzą galaktykami i gwiazdami                                        | Gravity's Engines. How Bubble-Blowing Black Holes Rule Galaxies, Stars, and Life in the Cosmos                                  | Caleb Scharf                                                  | Urszula Seweryńska, Mariusz Seweryński                                                                 | 2014-07-03   | 280          | ISBN 978-83-7839-795-3 |
| 149. | Cząstka na końcu Wszechświata. Bozon Higgsa i nowa wizja rzeczywistości                                     | The Particle at the End of the Universe. How the Hunt for the Higgs Boson Leads Us to the Edge of a New World                   | Sean Carroll                                                  | Bogumił Bieniok, Ewa L. Łokas                                                                          | 2014-09-18   | 400          | ISBN 978-83-7961-036-5 |
| 150. | Niezwykłe liczby Fibonacciego. Piękno natury i potęga matematyki                                            | The (Fabulous) Fibonacci Numbers                                                                                                | Alfred S. Posamentier, Ingmar Lehmann                         | Julia Szajkowska                                                                                       | 2014-11-25   | 408          | ISBN 978-83-7961-072-3 |
| 151. | Pożegnanie z rzeczywistością. Jak współczesna fizyka odchodzi od poszukiwania naukowej prawdy               | Farewell to Reality. How Modern Physics Has Betrayed the Search for Scientific Truth                                            | Jim Baggott                                                   | Marek Krośniak                                                                                         | 2015-02-26   | 414          | ISBN 978-83-7961-168-3 |
| 152. | Czas odrodzony. Od kryzysu w fizyce do przyszłości Wszechświata                                             | Time Reborn. From the Crisis in Physics to the Future of the Universe                                                           | Lee Smolin                                                    | Tomasz Krzysztoń                                                                                       | 2015-03-26   | 374          | ISBN 978-83-7961-191-1 |
| 153. | Nasz matematyczny Wszechświat. W poszukiwaniu prawdziwej natury rzeczywistości                              | Our Mathematical Universe. My Quest for the Ultimate Nature of Reality                                                          | Max Tegmark                                                   | Bogumił Bieniok, Ewa L. Łokas                                                                          | 2015-05-14   | 592          | ISBN 978-83-8069-010-3 |
| 154. | Dalej niż boska cząstka                                                                                     | Beyond the Good Particle | Leon Lederman, Christopher Hill                               | Urszula Seweryńska, Mariusz Seweryński                                                                 | 2015-06-16   | 408          | ISBN 978-83-8069-027-1 |
| 155. | Neandertalczyk. W poszukiwaniu zaginionych genomów                                                          | Neanderthal Man. In Search of Lost Genomes                                                                                      | Svante Pääbo                                                  | Anna Wawrzyńska                                                                                        | 2015-08-27   | 344          | ISBN 978-83-8069-063-9 |
| 156. | Jednakowo odmienni. Dlaczego możemy zmieniać swoje geny                                                     | Identically Different. Why You Can Change Your Genes                                                                            | Tim Spector                                                   | Olga Orzyłowska-Śliwińska                                                                              | 2015-11-05   | 335          | ISBN 978-83-8069-179-7 |
| 157. | Pytanie o życie. Energia, ewolucja i pochodzenie życia                                                      | The Vital Question. Why Is Life the Way It Is?                                                                                  | Nick Lane                                                     | Adam Tuz                                                                                               | 2016-03-10   | 431          | ISBN 978-83-8069-275-6 |
| 158. | π. Biografia najbardziej tajemniczej liczby na świecie                                                      | π. A Biography of the World’s Most Mysterious Number                                                                            | Alfred S. Posamentier, Ingmar Lehmann                         | Joanna Skalska, Adam Skalski                                                                           | 2016-07-07   | 319          | ISBN 978-83-8069-418-7 |
| 159. | Nieświadomy mózg. Jak to, co dzieje się za progiem świadomości, wpływa na nasze życie                       | Subliminal. How Your Unconscious Mind Rules Your Behavior                                                                       | Leonard Mlodinow                                              | Julia Szajkowska                                                                                       | 2016-08-02   | 326          | ISBN 978-83-8069-423-1 |
| 160. | Piękne pytanie. Odkrywanie głębokiej struktury świata                                                       | A Beautiful Question. Finding Nature's Deep Design                                                                              | Frank Wilczek                                                 | Bogumił Bieniok, Ewa L. Łokas                                                                          | 2016-09-22   | 576          | ISBN 978-83-8069-454-5 |
| 161. | Ciemna materia i dinozaury                                                                                  | Dark Matter and the Dinosaurs. The Astounding Interconnectedness of the Universe                                                | Lisa Randall                                                  | Bogumił Bieniok, Ewa L. Łokas                                                                          | 2016-11-03   | 535          | ISBN 978-83-8097-007-6 |
| 162. | Gdy życie prawie wymarło. Tajemnica największego masowego wymierania w dziejach Ziemi                       | When Life Nearly Died. The Greatest Mass Extinction of All Time                                                                 | Michael J. Benton                                             | Andrzej Hołdys                                                                                         | 2017-02-28   | 485          | ISBN 978-83-8097-074-8 |
| 163. | Nowa perspektywa. Pochodzenie życia, świadomości i Wszechświata                                             | The Big Picture. On the Origins of Life, Meaning, and the Universe Itself                                                       | Sean Carroll                                                  | Urszula Seweryńska, Mariusz Seweryński                                                                 | 2017-06-22   | 576          | ISBN 978-83-8097-169-1 |
| 164. | Tajemniczy świat genomu ludzkiego                                                                           | The Mysterious World of the Human Genome                                                                                        | Frank Ryan                                                    | Adam Tuz                                                                                               | 2017-08-10   | 335          | ISBN 978-83-8097-218-6 |
| 165. | Podziemne życie. W poszukiwaniu ukrytej biosfery Ziemi, Marsa i innych planet                               | Deep Life. The Hunt for the Hidden Biology of Earth, Mars, and Beyond                                                           | Tullis C. Onstott                                             | Andrzej Hołdys                                                                                         | 2018-01-25   | 552          | ISBN 978-83-8123-115-2 |
| 166. | Teraz. Fizyka czasu                                                                                         | Now. The Physics of Time | Richard A. Muller                                             | Tomasz Krzysztoń                                                                                       | 2018-03-20   | 381          | ISBN 978-83-8123-206-7 |
| 167. | Edycja genów. Władza nad ewolucją                                                                           | A Crack in Creation. Gene Editing and the Unthinkable Power to Control Evolution                                                | Jennifer A. Doudna, Samuel H. Sternberg                       | Adam Tuz                                                                                               | 2018-06-12   | 336          | ISBN 978-83-8123-279-1 |
| 168. | Kosmiczna pajęczyna. Tajemnicza struktura Wszechświata                                                      | The Cosmic Web. Mysterious Architecture of the Universe                                                                         | J. Richard Gott                                               | Urszula Seweryńska, Mariusz Seweryński                                                                 | 2018-09-27   | 334          | ISBN 978-83-8123-339-2 |
| 169. | Jak powstał język. Historia największego wynalazku ludzkości                                                | How Language Began. The Story of Humanity's Greatest Invention                                                                  | Daniel L. Everett                                             | Adam Tuz                                                                                               | 2019-02-07   | 415          | ISBN 978-83-8169-022-5 |
| 170. | Życie 3.0. Człowiek w erze sztucznej inteligencji                                                           | Life 3.0. Being Human in the Age of Artificial Intelligence                                                                     | Max Tegmark                                                   | Tomasz Krzysztoń                                                                                       | 2019-04-16   | 445          | ISBN 978-83-8169-070-6 |
| 171. | Fale grawitacyjne. Nowa era astrofizyki                                                                     | Les ondes gravitationnelles | Nathalie Deruelle, Jean-Pierre Lasota                         | Krystyna Szeżyńska-Maćkowiak                                                                           | 2019-09-24   | 262          | ISBN 978-83-8169-151-2 |
| 172. | Przestrzeń kwantowa. Pętlowa grawitacja kwantowa i poszukiwanie struktury przestrzeni, czasu i Wszechświata | Quantum Space. Loop Quantum Gravity and the Search for the Structure of Space, Time, and the Universe                           | Jim Baggott                                                   | Bogumił Bieniok, Ewa L. Łokas                                                                          | 2020-03-26   | 492          | ISBN 978-83-8169-265-6 |
| 173. | Coś głęboko ukrytego. Światy kwantowe i emergencja czasoprzestrzeni                                         | Something Deeply Hidden. Quantum Worlds and the Emergence of Spacetime                                                          | Sean Carroll                                                  | Urszula Seweryńska, Mariusz Seweryński                                                                 | 2020-10-06   | 366          | ISBN 978-83-8169-356-1 |
| 174. | Do końca czasu. Umysł, materia i nasze poszukiwanie sensu w zmieniającym się Wszechświecie                  | Until the End of Time. Mind, Matter, and Our Search for Meaning in an Evolving Universe                                         | Brian Greene                                                  | Tomasz Krzysztoń                                                                                       | 2021-01-26   | 494          | ISBN 978-83-8234-017-4 |
| 175. | Niedokończona rewolucja Einsteina. W poszukiwaniu tego, co leży poza granicami teorii kwantowej             | Einstein's Unfinished Revolution. The Search for What Lies Beyond the Quantum                                                   | Lee Smolin                                                    | Urszula Seweryńska, Mariusz Seweryński                                                                 | 2021-03-09   | 349          | ISBN 978-83-8234-062-4 |
| 176. | Kwantowa rzeczywistość                                                                                      | Quantum Reality | Jim Baggott                                                   | Urszula Seweryńska, Mariusz Seweryński                                                                 | 2021-05-18   | 319          | ISBN 978-83-8234-145-4 |
| 177. | Krewniacy. Życie, miłość, śmierć i sztuka neandertalczyków                                                  | Kindred. Neanderthal Life, Love, Death and Art                                                                                  | Rebecca Wragg Sykes                                           | Adam Tuz                                                                                               | 2021-07-22   | 528          | ISBN 978-83-8234-191-1 |
| 178. | Podstawy. Dziesięć kluczy do rzeczywistości                                                                 | Fundamentals. Ten Keys to Reality                                                                                               | Frank Wilczek                                                 | Bogumił Bieniok, Ewa L. Łokas                                                                          | 2021-11-23   | 256          | ISBN 978-83-8234-320-5 |
| 179. | Jak naprawdę żyły dinozaury. Zachowania zwierząt ukryte w skamieniałościach                                 | Locked in Time. Animal Behavior Unearthed in 50 Extraordinary Fossils                                                           | Dean R. Lomax                                                 | Andrzej Hołdys                                                                                         | 2022-02-08   | 320          | ISBN 978-83-8234-369-4 |
| 180. | Monarchowie mórz. Niezwykła opowieść o pięciuset milionach lat ewolucji głowonogów                          | Monarchs of the Sea. The Extraordinary 500-Million-Year History of Cephalopods                                                  | Danna Staaf                                                   | Elżbieta Kołodziej-Józefowicz                                                                          | 2022-04-26   | 270          | ISBN 978-83-8295-029-8 |
| 181. | Taniec życia. Jak stajemy się ludźmi                                                                        | The Dance of Life. The New Science of How a Single Cell Becomes a Human Being                                                   | Magdalena Żernicka-Goetz, Roger Highfield                     | Adam Tuz                                                                                               | 2022-06-07   | 280          | ISBN 978-83-8295-081-6 |
| 182. | Bestie, które żyły przed nami. Nowa historia pochodzenia i ewolucji ssaków                                  | Beasts Before Us. The Untold Story of Mammal Origins and Evolution                                                              | Elsa Panciroli                                                | Bartosz Sałbut                                                                                         | 2023-04-18   | 416          | ISBN 978-83-8295-308-4 |
| 183. | Nieskończoność światów. Kosmiczna inflacja i początek Wszechświata                                          | An Infinity of Worlds. Cosmic Inflation and the Beginning of the Universe                                                       | Will Kinney                                                   | Urszula Seweryńska, Mariusz Seweryński                                                                 | 2023-06-15   | 220          | ISBN 978-83-8295-382-4 |
| 184. | Przed Wielkim Wybuchem. O początkach Wszechświata i o tym, co jest poza nim                                 | Before The Big Bang. The Origin of the Universe and What Lies Beyond                                                            | Laura Mersini-Houghton                                        | Urszula Seweryńska, Mariusz Seweryński                                                                 | 2023-09-28   | 237          | ISBN 978-83-835-2072-8 |
| 185. | Lęk przed czarnym Wszechświatem. Przyszłość fizyki oczami outsidera                                         | Fear of a Black Universe. An Outsider's Guide to the Future of Physics                                                          | Stephon Alexander                                             | Bogumił Bieniok, Ewa L. Łokas                                                                          | 2024-02-06   | 271          | ISBN 978-83-8352-191-6 |
| 186. | Nie tylko Homo sapiens. Nowa historia pochodzenia człowieka                                                 | The World Before Us. The New Science Behind Our Human Origins                                                                   | Tom Higham                                                    | Adam Tuz                                                                                               | 2024-04-04   | 360          | ISBN 978-83-8352-238-8 |